# Calculagraaf

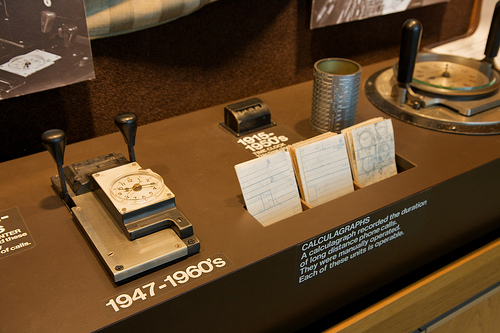
Calculagraaf

De calculagraaf was een klok en werd in de 19e en 20e eeuw gebruikt om de tijd van een gevoerd telefoongesprek te kunnen achterhalen, door de begin- en eindtijd af te drukken op een zogenaamd gesprekkenbriefje.
De calculagraaf werd in 1894 voor telefoonbedrijven in New York op de markt gebracht om de tijd van telefoongesprekken te kunnen meten. AT&T was het eerste telefoonbedrijf dat het instrument in gebruik nam, maar het werd vanaf de jaren 30 van de 20e eeuw ook door bijvoorbeeld de PTT gebruikt.
- (nl) (en)  Telefoniemuseum. Calculagraaf, 7 april 2015.